# Cristina Bignardi
Cristina Bignardi (Bologna, 20 settembre 1963) è un'attrice italiana.

## Biografia
Lavora come attrice teatrale, cinematografica e televisiva. È diplomata all'"Accademia Antoniana d'Arte Drammatica" di Bologna ed alla "Scuola Internazionale per l'Attore Comico" di Reggio Emilia.
Da fine anni novanta ha recitato in vari spot televisivi a fianco di attori come Renato Pozzetto, Paolo Hendel e Nancy Brilli.
In televisione ha lavorato su Canale 5 alla trasmissione Laboratorio 5 del 1998  
Ha recitato poi in fiction come Nebbie e delitti nel 2007 e soprattutto ne I Cesaroni, dove a partire dalla seconda stagione interpreta Germana Barilon. e nel 2008 a Gnok Calcio Show su Sky Sport 1.
Nel cinema ha avuto un ruolo nel film Io no del 2003 diretto da Simona Izzo e Ricky Tognazzi uno in Ti amo in tutte le lingue del mondo di Leonardo Pieraccioni del 2005 uno in Volevo un figlio maschio di Neri Parenti con Enrico Brignano del 2023
La sua attività prevalente è comunque quella di attrice teatrale e nell'autunno 2010 è la protagonista dello spettacolo L'Ego in un pagliaio.

## Filmografia
- Io no, regia di Simona Izzo e Ricky Tognazzi (2003)
- Ti amo in tutte le lingue del mondo, diretto da Leonardo Pieraccioni  (2005)
- Nebbie e delitti - Serie TV (2007)
- I Cesaroni - Serie TV (2008-2012)
- Volevo un figlio maschio, regia di Neri Parenti (2023)